# Нор-Лох
Нор-Лох (скотс Nor Loch, скотс Nor' Loch, англ. North Loch, буквально — «северное озеро») — крупное искусственное озеро в Эдинбурге (Шотландия), существовавшее с середины XV по середину XVIII века. Было устроено главным образом в оборонительных целях — водоём прикрывал Эдинбург с севера. В 1759 году при расширении города Нор-Лох был осушен. В наши дни на месте водоёма находится парк Princes Street Gardens и железная дорога.

## История

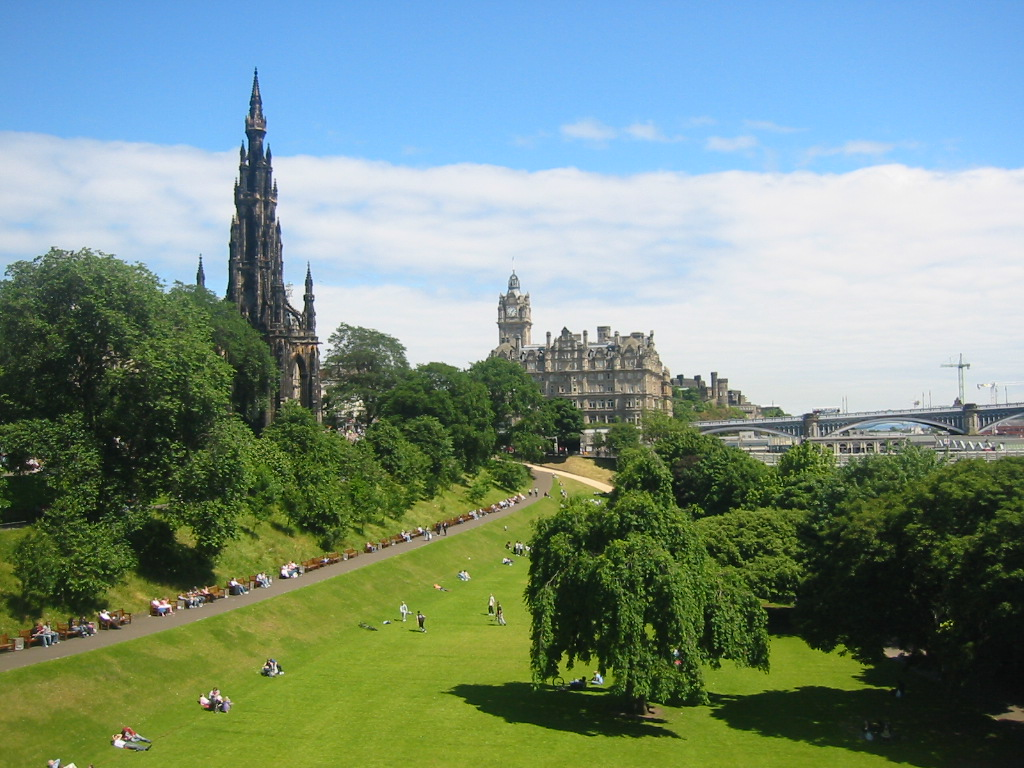
Парк Princes Street Gardens, располагающийся в наши дни на месте Нор-Лоха

Низменная область к северу от Замковой скалы образовалась ещё во времена последнего ледникового периода — Замковая скала «разрезала» надвигавшиеся льды, которые «вырубили» породы по сторонам от неё, создав две почти параллельные низменности: в районе Нор-Лох (сегодняшний парк Princes Street Gardens) с севера, и в районе улицы Cowgate — с юга.
Низменность к северу от Замковой скалы изначально была заболочена и являлась естественной защитой города, разраставшегося по пологому склону скалы к востоку от крепости, вдоль Королевской Мили. Правда, защищая город, болота на месте Нор-Лох также препятствовали росту города в северном направлении, как, впрочем, и крутые северные склоны Замковой скалы. В 1460 году король Яков III Шотландский приказал затопить болота, усилив тем самым защиту города. За последующие годы в восточной части низины, на месте современного Северного моста, была возведена дамба. В результате образовался Нор-Лох — неглубокий, но достаточно обширный искусственный водоём, полностью прикрывший окружённый стенами город с севера. Нор-Лох неплохо справлялся со своими оборонительными функциями, особенно в летнее время. Сохранились свидетельства, что в 1571 году граф Мортон настойчиво предлагал командованию английской армии штурмовать Эдинбург зимой — замёрзший Нор-Лох перестал бы быть преградой, и армия легко преодолела бы слабые северные стены.
В 1603 году король Яков VI Шотландский (Яков I Английский) передал Нор-Лох вместе с прилегающими болотами в собственность Городского совета Эдинбурга.
Среди историков нет единства относительно того, использовался ли водоём в качестве источника питьевой воды. К тому же, с постепенным ростом города в Средние века, Нор-Лох всё больше загрязнялся городскими сточными водами — какое-либо подобие канализационной системы в городе отсутствовало, помои просто сливались из окон на улицы и под действием естественного уклона стекали в Нор-Лох. В итоге, к XVIII веку водоём превратился в большую сточную канаву и местами снова заболотилось.
Когда в середине XVIII века было принято решение о расширении города на север, Нор-Лох, в оборонительных функциях которого больше не было нужды, в 1759 году решили осушить, что и было сделано в несколько этапов за последующие годы. Бо́льшую часть территории бывшего Нор-Лох в 1820-х занял парк Princes Street Gardens. Правда, низина есть низина, и периодические наводнения (происходящие вплоть до наших дней) иногда «воскрешают» Нор-Лох. Интересно, что в течение нескольких десятилетий после осушения местности, горожане продолжали именовать низину к северу от старого города «Нор-Лох».

### Процессы над ведьмами
В период активной охоты на ведьм, пик которой в Шотландии пришёлся на XVII век, Нор-Лох часто становился местом испытания водой подозреваемых в ведьмовстве (называемого также «Купанием ведьм», от англ. Witch dunking). Подозреваемую либо бросали связанной в воды Нор-Лоха, либо опускали в воду на специальном приспособлении, известном, как «Стул для макания» (англ. Ducking-stool). Сохранились записи о приблизительно трёх сотнях процессов над ведьмами, имевших место на Нор-Лохе. Есть основания полагать, что многие испытания не документировались. При прокладке железной дороги по территории бывшего водоёма в 1840-х годах было найдено большое количество человеческих костей.